# Målarock
Målarock är ett musikalbum av Robert Broberg som gjordes och släpptes 1993. Delar av albumet är från en liveföreställning i Linköpings konserthus i mars och resten är inspelade i studio under maj och augusti.

## Låtlista
1. Galleri
2. MU.
3. Utskitet äppelmos blues
4. Tänk om!
5. Kärleken som statsminister
6. BI.
7. Picasso
8. Resa
9. På fri fot!
10. Uteservering...
11. Ett stort glas vin
12. DU.
13. Vinna med min kvinna
14. Min Allra Bästa Vän
15. Får jag doppa min mjukglass i din strössel?
16. Vem är du egentligen?
17. Världens lyckligaste!
18. BA!
19. Pappa se min hand
20. Barn på nytt
21. Din kille!
22. Balans!
23. Solen
24. MU-BI-DU-BA!
25. Öken
26. Färg-Yeah!
27. Målarock